# پایگاه هوایی انها ترانگ
پایگاه هوایی انها ترانگ (به انگلیسی: Nha Trang Air Base) یک فرودگاه پایگاه نیروی هوایی است . این فرودگاه در کشور ویتنام قرار دارد .